# Boyfriend (zespół muzyczny)
Boyfriend (kor. 보이프렌드) – południowokoreański boysband założony przez Starship Entertainment w 2011 roku. Grupa składała się z sześciu członków: Kim Dong-hyun, Shim Hyun-seong, Lee Jeong-min, Jo Young-min, Jo Kwang-min oraz No Min-woo. Boyfriend zadebiutowali 26 maja 2011 roku, wydając singel CD Boyfriend.
Zespół zakończył działalność z dniem 17 maja 2019 roku.

## Członkowie
| Pseudonim   | Pseudonim | Prawdziwe imię  | Prawdziwe imię | Data urodzenia        | Pozycja                                |
| Latynizacja | Hangul    | Latynizacja     | Hangul         | Data urodzenia        | Pozycja                                |
| ----------- | --------- | --------------- | -------------- | --------------------- | -------------------------------------- |
| Donghyun    | 동현      | Kim Dong-hyun   | 김동현         | 12 lutego 1989(dts)   | lider, prowadzący wokal                |
| Hyunseong   | 현성      | Shim Hyun-seong | 심현성         | 9 czerwca 1993(dts)   | główny wokal                           |
| Jeongmin    | 정민      | Lee Jeong-min   | 이정민         | 2 stycznia 1994(dts)  | prowadzący wokal                       |
| Youngmin    | 영민      | Jo Young-min    | 조영민         | 24 kwietnia 1995(dts) | wokal, prowadzący tancerz              |
| Kwangmin    | 광민      | Jo Kwang-min    | 조광민         | 24 kwietnia 1995(dts) | główny raper                           |
| Minwoo      | 민우      | No Min-woo      | 노민우         | 31 lipca 1995(dts)    | prowadzący raper, główny raper, maknae |

## Dyskografia

### Dyskografia koreańska
Albumy studyjne
- Janus (2012)

Kompilacje
- We are Boyfriend (2012)
- 2012~2014 -Perfect Best collection- (2015)

Minialbumy
- Love Style (2012)
- Obsession (2014)
- Witch (2014)
- Boyfriend in Wonderland (2015)
- Never End (2017)

Single CD
- Boyfriend (2011)
- Don't Touch My Girl (2011)
- I'll Be There (2011)

### Dyskografia japońska
Albumy studyjne
- Seventh Mission (2013)
- Seventh Color (2014)
- Bouquet (2019)

Minialbum
- Summer (2017)